# André Bord
André Bord (Estrasburgo, 30 de noviembre de 1922-Holtzheim, 13 de mayo de 2013) fue un político alsaciano. Fue presidente del Racing Club de Strasbourg de 1979 a 1985.

## Biografía
Fue elegido diputado de la Unión para la Nueva República en 1958, y ocupa un escaño en la Asamblea Nacional de Francia hasta 1981. Fue regidor de Estrasburgo de 1959 a 1989 y consejero del Bajo Rin de 1967 a 1979. También fue secretario de estado en el gobierno de Georges Pompidou de 1966 a 1969, y secretario de estado para antiguos combatientes en los gobiernos de Jacques Chirac y Raymond Barre de 1974 a 1977. También fue diputado en el Parlamento Europeo de 1982 a 1984.